# 1517
Il 1517 (MDXVII in numeri romani) è un anno  del XVI secolo.

## Eventi
- I Turchi Ottomani, provenienti dal Turkestan e infiltratisi in Anatolia dopo essersi convertiti all'Islam, conquistano i domini arabi vicino-orientali e parte del Maghreb.
- 29 marzo: Il terremoto dell'Irpinia causa danni, crolli e decine (o forse centinaia) di vittime.
- 29 maggio: Papa Leone X pubblica la bolla decretale "Ite vos" con cui pone le premesse istituzionali perché il vasto Ordine dei Frati Minori (fondato da san Francesco di Assisi nel 1209) sia definitivamente diviso tra "Minori Osservanti" e "Minori Conventuali". Divisione che prenderà definitivamente corpo e concretezza il successivo 12 giugno con la pubblicazione della bolla decretale "Omnipotens Deus" che proibisce agli Osservanti (i quali con la "Ite vos" avevano ricevuto il sigillo del "ministeriato generale") di intromettersi nelle cose amministrative dei Conventuali, sciogliendo questi ultimi da ogni subordinazione istituzionale nei confronti degli Osservanti stessi. Si giunse pertanto alla divisione definitiva dell'Ordine dei Frati Minori che da questo momento in avanti resterà sempre diviso in queste due obbedienze principali, a cui nel 1528 se ne aggiungerà una terza costituita dai "Frati Minori della Vita Eremitica", comunemente detti Cappuccini.
- 15 agosto: Primo contatto tra Cina ed Europa moderna: sette vascelli portoghesi, comandati da Fernao Pires de Andrade incontrano degli ufficiali cinesi sull'estuario del Fiume delle Perle, al confine con l'Annam.
- 31 ottobre: il frate agostiniano Martin Lutero, docente di teologia, invia all'Arcivescovo di Magonza, ecc. le sue 95 tesi sull'indulgenza, che si tramanda affisse alla porte della chiesa d'Ognissanti dell'università ducale di Wittenberg. Con questa data si celebra l'inizio della Riforma protestante, che invece inizierà nel 1521 dopo scomunica e bando.
- La Corona Inglese decreta la trasformazione in terre coltivate le terre trasformate al pascolo dopo il 1488.
- Viene pubblicata l'Encyclopedia orbisque doctrinarum, hoc est omnium artium, scientiarum, ipsius philosophiae index ac divisio di Giovanni Aventino, prima opera nel cui titolo compare la parola enciclopedia.

## Nati

### Gennaio
- 10 gennaio - Vincenzo Ercolani, vescovo cattolico italiano († 1586)
- 17 gennaio - Henry Grey, I duca di Suffolk, duca britannico († 1554)
- 17 gennaio - Antonio Scandello, compositore italiano († 1580)
- 31 gennaio - Gioseffo Zarlino, compositore e teorico musicale italiano († 1590)

### Febbraio
- 2 febbraio - Gotthard Kettler, nobile tedesco († 1587)
- 12 febbraio - Alvise Corner, cardinale italiano († 1584)
- 17 febbraio - Antonio Agustín, giurista, teologo e storico spagnolo († 1586)

### Marzo
- 29 marzo - Carlo Carafa, cardinale e militare italiano († 1561)

### Aprile
- 9 aprile - Maximilien Morillon, vescovo cattolico belga († 1586)
- 22 aprile - Pietro degli Angeli, umanista italiano († 1596)
- 25 aprile - Giovanni Bernardino Bonifacio, umanista italiano († 1597)

### Maggio
- 10 maggio - Leonardo Fioravanti, medico italiano

### Giugno
- 18 giugno - Ōgimachi, imperatore giapponese († 1593)
- 29 giugno - Rembert Dodoens, botanico e medico fiammingo († 1585)

### Luglio
- 10 luglio - Odet de Coligny, cardinale e vescovo cattolico francese († 1571)
- 16 luglio - Frances Brandon, nobile britannica († 1559)
- 20 luglio - Pietro Ernesto I di Mansfeld († 1604)
- 21 luglio - Pietro Foscari, politico italiano († 1581)

### Agosto
- 3 agosto - Camillo Castiglione, nobile e condottiero italiano († 1598)
- 10 agosto - Gerolamo Porporato, giurista e politico italiano († 1581)
- 20 agosto - Antoine Perrenot de Granvelle, cardinale e arcivescovo cattolico francese († 1586)
- 23 agosto - Francesco I di Lorena, duca francese († 1545)

### Settembre
- 6 settembre - Francisco de Hollanda, pittore portoghese († 1585)

### Ottobre
- 18 ottobre - Manuel da Nóbrega, gesuita portoghese († 1570)
- 26 ottobre - Alessandro Servici, giurista italiano († 1590)

### Novembre
- 13 novembre - Giulio Cesare Borromeo, condottiero e nobile italiano († 1572)
- 19 novembre - Fulvio Giulio della Corgna, cardinale e vescovo cattolico italiano († 1583)

### Dicembre
- 15 dicembre - Giacomo Gagini, scultore italiano († 1598)
- 25 dicembre - Domenico Venier, poeta italiano († 1582)

### Senza giorno specificato
- Abd Allah al-Ghalib, sultano marocchino († 1574)
- Balthazar Arnoullet, editore francese († 1556)
- James Beaton, arcivescovo cattolico scozzese († 1603)
- Pierre Belon, naturalista, scrittore e diplomatico francese († 1564)
- Francesco Bernardo, diplomatico e imprenditore italiano († 1556)
- Anne Bourchier, nobile britannica († 1571)
- Giovanni Michele Bruto, scrittore, storiografo e religioso italiano († 1592)
- Galeazzo Caracciolo, nobile italiano († 1586)
- Henry Clifford, II conte di Cumberland, nobile britannico († 1570)
- Frans Floris, pittore fiammingo († 1570)
- Matteo Gentili, medico e filosofo italiano († 1602)
- Gerard van Groesbeeck, cardinale e vescovo cattolico belga († 1580)
- Hayashi Narinaga, militare giapponese († 1605)
- Henry Howard, conte di Surrey, nobile, politico e poeta inglese († 1547)
- Benedetto Lomellini, cardinale e vescovo cattolico italiano († 1579)
- Willem Mahue, pittore fiammingo († 1569)
- Nanbu Harumasa, militare giapponese († 1582)
- Jacques Peletier du Mans, matematico e poeta francese († 1582)
- Juan Alfonso de Polanco, gesuita spagnolo († 1576)
- Bernardino Tomitano, medico, letterato e filosofo italiano († 1576)
- Yasuda Nagahide, militare giapponese
- Leonardo de Zocchis († 1594)
- Michel de Castelnau, diplomatico francese († 1592)
- Giovanni Andrea dell'Anguillara, poeta e letterato italiano († 1572)
- Amalia di Jülich-Kleve-Berg, principessa tedesca († 1586)
- Damat İbrahim Pascià, politico e militare ottomano († 1601)
- Ōkuma Tomohide, militare giapponese († 1582)

## Morti

### Gennaio
- 5 gennaio - Francesco Francia, pittore, orafo e medaglista italiano
- 9 gennaio - Giovanna di Trastámara, principessa spagnola (n. 1455)
- 18 gennaio - Francesco Fasolo, avvocato e funzionario italiano (n. 1462)
- 22 gennaio - Hadim Sinan Pascià, politico e militare ottomano (n. 1459)
- 31 gennaio - Al-Qastallani, giurista arabo (n. 1448)

### Febbraio
- 12 febbraio - Caterina di Navarra, sovrana (n. 1468)

### Marzo
- 6 marzo - Antonio Trombetta, francescano e arcivescovo cattolico italiano (n. 1436)
- 7 marzo - Maria di Trastámara, regina (n. 1482)
- 8 marzo - Sisto Gara della Rovere, cardinale e vescovo cattolico italiano (n. 1473)
- 15 marzo - Jaime Serra i Cau, cardinale e arcivescovo cattolico spagnolo (n. 1427)
- 26 marzo - Heinrich Isaac, compositore fiammingo

### Aprile
- 20 aprile - Bogdan III cel Orb, nobile moldavo (n. 1471)

### Maggio
- 21 maggio - Girolamo Amaseo, umanista italiano (n. 1467)

### Giugno
- 19 giugno - Luca Pacioli, religioso, matematico e economista italiano

### Luglio
- 16 luglio - Alfonso Petrucci, cardinale e vescovo cattolico italiano (n. 1491)
- 21 luglio - Hersekli Ahmed Pascià, generale e politico ottomano (n. 1459)

### Agosto
- 5 agosto - Kaspar von Silenen, ufficiale svizzero (n. 1467)
- 9 agosto - Alessandro Guasco, vescovo cattolico italiano
- 15 agosto - Ottilia von Katzenelnbogen, nobildonna tedesca
- 17 agosto - Andrea Della Rena, umanista italiano (n. 1476)

### Settembre
- 8 settembre - Giovan Luca Squarcialupo, nobile e politico italiano
- 13 settembre - Yunus Pascià, politico ottomano
- 21 settembre - Dyveke Sigbritsdatter

### Ottobre
- 11 ottobre - Gian Giordano Orsini, condottiero italiano
- 24 ottobre - Marco Musuro, umanista, letterato e poeta greco
- 27 ottobre - Tommaso Sardi, religioso italiano (n. 1458)
- 31 ottobre - Fra Bartolomeo, pittore italiano (n. 1472)

### Novembre
- 8 novembre - Francisco Jiménez de Cisneros, cardinale, arcivescovo cattolico e politico spagnolo (n. 1436)
- 14 novembre - Luigi III Gesualdo, nobile italiano (n. 1458)
- 21 novembre - Sikandar Lodi,  indiano
- 22 novembre - Antonio De Ferraris, medico, filosofo e astronomo italiano (n. 1444)
- 27 novembre - Luca Baffa, condottiero albanese

### Dicembre
- 2 dicembre - Giovanni Francesco Brivio, nobile italiano (n. 1460)

### Senza giorno specificato
- Tuman Bay II, sultano egiziano
- Abu Abd Allah Muhammad al-Qa'im,  marocchino
- Aymon di Montfalcon, vescovo cattolico e poeta svizzero
- Bernardino Ghisolfo, architetto italiano
- Nicolò Raguseo, pittore dalmata
- Attavante Attavanti, artista italiano (n. 1452)
- Antonio di Neri Barili, scultore, architetto e intagliatore italiano (n. 1453)
- Goffredo Borgia, nobile italiano (n. 1481)
- Gasparo Cairano, scultore italiano (n. 1489)
- Filiberto di Challant, nobile italiano
- Guidoccio Cozzarelli, pittore e miniatore italiano (n. 1450)
- Giovan Battista Danti, matematico e ingegnere italiano (n. 1478)
- Giovanni Francesco Fortunio, letterato e grammatico italiano
- Giovanni Gagini, scultore italiano (n. 1449)
- Francesco Elio Marchese, umanista italiano
- Giovanni Cataldo Parisio, scrittore e politico italiano
- Alessandro Pio di Savoia, nobile italiano (n. 1487)
- Antonio Scanaroli, medico italiano (n. 1450)
- Roberto Tibaldeschi, vescovo cattolico italiano (n. 1468)
- Ludovico de Varthema, scrittore e viaggiatore italiano
- Giangaleazzo da Correggio, politico italiano
- Francesco I de Tassis (n. 1459)
- Giovanni Francesco della Rovere, arcivescovo cattolico italiano (n. 1492)

## Calendario
| Calendario 1517 | Calendario 1517 | Calendario 1517 | Calendario 1517 | Calendario 1517 | Calendario 1517 | Calendario 1517 | Calendario 1517 | Calendario 1517 | Calendario 1517 | Calendario 1517 | Calendario 1517 | Calendario 1517 | Calendario 1517 | Calendario 1517 | Calendario 1517 | Calendario 1517 | Calendario 1517 | Calendario 1517 | Calendario 1517 | Calendario 1517 | Calendario 1517 | Calendario 1517 | Calendario 1517 | Calendario 1517 | Calendario 1517 | Calendario 1517 | Calendario 1517 | Calendario 1517 | Calendario 1517 | Calendario 1517 | Calendario 1517 | Calendario 1517 |
| --------------- | --------------- | --------------- | --------------- | --------------- | --------------- | --------------- | --------------- | --------------- | --------------- | --------------- | --------------- | --------------- | --------------- | --------------- | --------------- | --------------- | --------------- | --------------- | --------------- | --------------- | --------------- | --------------- | --------------- | --------------- | --------------- | --------------- | --------------- | --------------- | --------------- | --------------- | --------------- | --------------- |
|                 | 1               | 2               | 3               | 4               | 5               | 6               | 7               | 8               | 9               | 10              | 11              | 12              | 13              | 14              | 15              | 16              | 17              | 18              | 19              | 20              | 21              | 22              | 23              | 24              | 25              | 26              | 27              | 28              | 29              | 30              | 31              |                 |
| Gennaio         | Gi              | Ve              | Sa              | Do              | Lu              | Ma              | Me              | Gi              | Ve              | Sa              | Do              | Lu              | Ma              | Me              | Gi              | Ve              | Sa              | Do              | Lu              | Ma              | Me              | Gi              | Ve              | Sa              | Do              | Lu              | Ma              | Me              | Gi              | Ve              | Sa              |                 |
| Febbraio        | Do              | Lu              | Ma              | Me              | Gi              | Ve              | Sa              | Do              | Lu              | Ma              | Me              | Gi              | Ve              | Sa              | Do              | Lu              | Ma              | Me              | Gi              | Ve              | Sa              | Do              | Lu              | Ma              | Me              | Gi              | Ve              | Sa              |                 |                 |                 |                 |
| Marzo           | Do              | Lu              | Ma              | Me              | Gi              | Ve              | Sa              | Do              | Lu              | Ma              | Me              | Gi              | Ve              | Sa              | Do              | Lu              | Ma              | Me              | Gi              | Ve              | Sa              | Do              | Lu              | Ma              | Me              | Gi              | Ve              | Sa              | Do              | Lu              | Ma              |                 |
| Aprile          | Me              | Gi              | Ve              | Sa              | Do              | Lu              | Ma              | Me              | Gi              | Ve              | Sa              | Do              | Lu              | Ma              | Me              | Gi              | Ve              | Sa              | Do              | Lu              | Ma              | Me              | Gi              | Ve              | Sa              | Do              | Lu              | Ma              | Me              | Gi              |                 |                 |
| Maggio          | Ve              | Sa              | Do              | Lu              | Ma              | Me              | Gi              | Ve              | Sa              | Do              | Lu              | Ma              | Me              | Gi              | Ve              | Sa              | Do              | Lu              | Ma              | Me              | Gi              | Ve              | Sa              | Do              | Lu              | Ma              | Me              | Gi              | Ve              | Sa              | Do              |                 |
| Giugno          | Lu              | Ma              | Me              | Gi              | Ve              | Sa              | Do              | Lu              | Ma              | Me              | Gi              | Ve              | Sa              | Do              | Lu              | Ma              | Me              | Gi              | Ve              | Sa              | Do              | Lu              | Ma              | Me              | Gi              | Ve              | Sa              | Do              | Lu              | Ma              |                 |                 |
| Luglio          | Me              | Gi              | Ve              | Sa              | Do              | Lu              | Ma              | Me              | Gi              | Ve              | Sa              | Do              | Lu              | Ma              | Me              | Gi              | Ve              | Sa              | Do              | Lu              | Ma              | Me              | Gi              | Ve              | Sa              | Do              | Lu              | Ma              | Me              | Gi              | Ve              |                 |
| Agosto          | Sa              | Do              | Lu              | Ma              | Me              | Gi              | Ve              | Sa              | Do              | Lu              | Ma              | Me              | Gi              | Ve              | Sa              | Do              | Lu              | Ma              | Me              | Gi              | Ve              | Sa              | Do              | Lu              | Ma              | Me              | Gi              | Ve              | Sa              | Do              | Lu              |                 |
| Settembre       | Ma              | Me              | Gi              | Ve              | Sa              | Do              | Lu              | Ma              | Me              | Gi              | Ve              | Sa              | Do              | Lu              | Ma              | Me              | Gi              | Ve              | Sa              | Do              | Lu              | Ma              | Me              | Gi              | Ve              | Sa              | Do              | Lu              | Ma              | Me              |                 |                 |
| Ottobre         | Gi              | Ve              | Sa              | Do              | Lu              | Ma              | Me              | Gi              | Ve              | Sa              | Do              | Lu              | Ma              | Me              | Gi              | Ve              | Sa              | Do              | Lu              | Ma              | Me              | Gi              | Ve              | Sa              | Do              | Lu              | Ma              | Me              | Gi              | Ve              | Sa              |                 |
| Novembre        | Do              | Lu              | Ma              | Me              | Gi              | Ve              | Sa              | Do              | Lu              | Ma              | Me              | Gi              | Ve              | Sa              | Do              | Lu              | Ma              | Me              | Gi              | Ve              | Sa              | Do              | Lu              | Ma              | Me              | Gi              | Ve              | Sa              | Do              | Lu              |                 |                 |
| Dicembre        | Ma              | Me              | Gi              | Ve              | Sa              | Do              | Lu              | Ma              | Me              | Gi              | Ve              | Sa              | Do              | Lu              | Ma              | Me              | Gi              | Ve              | Sa              | Do              | Lu              | Ma              | Me              | Gi              | Ve              | Sa              | Do              | Lu              | Ma              | Me              | Gi              |                 |